# Onagawa, Miyagi
Onagawa (女川町 Onagawa-chō) là thị trấn thuộc huyện Oshika, tỉnh Miyagi, Nhật Bản. Tính đến ngày 1 tháng 10 năm 2020, dân số ước tính thị trấn là 6.430 người và mật độ dân số là 98 người/km2. Tổng diện tích thị trấn là 65,35 km2.

## Địa lý

### Khí hậu
| Dữ liệu khí hậu của Onagawa, Miyagi      | Dữ liệu khí hậu của Onagawa, Miyagi | Dữ liệu khí hậu của Onagawa, Miyagi | Dữ liệu khí hậu của Onagawa, Miyagi | Dữ liệu khí hậu của Onagawa, Miyagi | Dữ liệu khí hậu của Onagawa, Miyagi | Dữ liệu khí hậu của Onagawa, Miyagi | Dữ liệu khí hậu của Onagawa, Miyagi | Dữ liệu khí hậu của Onagawa, Miyagi | Dữ liệu khí hậu của Onagawa, Miyagi | Dữ liệu khí hậu của Onagawa, Miyagi | Dữ liệu khí hậu của Onagawa, Miyagi | Dữ liệu khí hậu của Onagawa, Miyagi | Dữ liệu khí hậu của Onagawa, Miyagi |
| Tháng                                    | 1                                   | 2                                   | 3                                   | 4                                   | 5                                   | 6                                   | 7                                   | 8                                   | 9                                   | 10                                  | 11                                  | 12                                  | Năm                                 |
| ---------------------------------------- | ----------------------------------- | ----------------------------------- | ----------------------------------- | ----------------------------------- | ----------------------------------- | ----------------------------------- | ----------------------------------- | ----------------------------------- | ----------------------------------- | ----------------------------------- | ----------------------------------- | ----------------------------------- | ----------------------------------- |
| Cao kỉ lục °C (°F)                       | 12.7 (54.9)                         | 17.2 (63.0)                         | 21.5 (70.7)                         | 27.9 (82.2)                         | 31.4 (88.5)                         | 32.5 (90.5)                         | 34.9 (94.8)                         | 36.9 (98.4)                         | 32.5 (90.5)                         | 27.6 (81.7)                         | 21.3 (70.3)                         | 17.3 (63.1)                         | 36.9 (98.4)                         |
| Trung bình ngày tối đa °C (°F)           | 4.9 (40.8)                          | 5.6 (42.1)                          | 10.0 (50.0)                         | 14.6 (58.3)                         | 20.1 (68.2)                         | 22.7 (72.9)                         | 26.3 (79.3)                         | 28.0 (82.4)                         | 24.6 (76.3)                         | 19.2 (66.6)                         | 13.5 (56.3)                         | 7.4 (45.3)                          | 16.4 (61.5)                         |
| Trung bình ngày °C (°F)                  | 0.9 (33.6)                          | 1.2 (34.2)                          | 4.9 (40.8)                          | 9.4 (48.9)                          | 14.8 (58.6)                         | 18.0 (64.4)                         | 21.8 (71.2)                         | 23.5 (74.3)                         | 20.3 (68.5)                         | 14.5 (58.1)                         | 8.7 (47.7)                          | 3.1 (37.6)                          | 11.8 (53.2)                         |
| Tối thiểu trung bình ngày °C (°F)        | −2.9 (26.8)                         | −2.8 (27.0)                         | 0.1 (32.2)                          | 4.4 (39.9)                          | 9.9 (49.8)                          | 14.2 (57.6)                         | 18.7 (65.7)                         | 20.3 (68.5)                         | 16.8 (62.2)                         | 10.2 (50.4)                         | 4.1 (39.4)                          | −0.9 (30.4)                         | 7.7 (45.8)                          |
| Thấp kỉ lục °C (°F)                      | −9.0 (15.8)                         | −10.5 (13.1)                        | −5.6 (21.9)                         | −2.3 (27.9)                         | 1.9 (35.4)                          | 6.5 (43.7)                          | 13.2 (55.8)                         | 12.4 (54.3)                         | 6.0 (42.8)                          | 2.2 (36.0)                          | −4.1 (24.6)                         | −6.9 (19.6)                         | −10.5 (13.1)                        |
| Lượng Giáng thủy trung bình mm (inches)  | 54.6 (2.15)                         | 38.3 (1.51)                         | 98.6 (3.88)                         | 125.7 (4.95)                        | 119.7 (4.71)                        | 145.2 (5.72)                        | 130.9 (5.15)                        | 142.5 (5.61)                        | 234.1 (9.22)                        | 220.6 (8.69)                        | 57.4 (2.26)                         | 62.3 (2.45)                         | 1.432,5 (56.40)                     |
| Số ngày giáng thủy trung bình (≥ 1.0 mm) | 5.1                                 | 6.3                                 | 7.1                                 | 8.7                                 | 9.1                                 | 9.7                                 | 11.4                                | 10.9                                | 10.7                                | 9.3                                 | 6.2                                 | 6.2                                 | 100.7                               |
| Nguồn: Cục Khí tượng Nhật Bản            |                                     |                                     |                                     |                                     |                                     |                                     |                                     |                                     |                                     |                                     |                                     |                                     |                                     |

| Dữ liệu khí hậu của Enoshima, Onagawa    | Dữ liệu khí hậu của Enoshima, Onagawa | Dữ liệu khí hậu của Enoshima, Onagawa | Dữ liệu khí hậu của Enoshima, Onagawa | Dữ liệu khí hậu của Enoshima, Onagawa | Dữ liệu khí hậu của Enoshima, Onagawa | Dữ liệu khí hậu của Enoshima, Onagawa | Dữ liệu khí hậu của Enoshima, Onagawa | Dữ liệu khí hậu của Enoshima, Onagawa | Dữ liệu khí hậu của Enoshima, Onagawa | Dữ liệu khí hậu của Enoshima, Onagawa | Dữ liệu khí hậu của Enoshima, Onagawa | Dữ liệu khí hậu của Enoshima, Onagawa | Dữ liệu khí hậu của Enoshima, Onagawa |
| Tháng                                    | 1                                     | 2                                     | 3                                     | 4                                     | 5                                     | 6                                     | 7                                     | 8                                     | 9                                     | 10                                    | 11                                    | 12                                    | Năm                                   |
| ---------------------------------------- | ------------------------------------- | ------------------------------------- | ------------------------------------- | ------------------------------------- | ------------------------------------- | ------------------------------------- | ------------------------------------- | ------------------------------------- | ------------------------------------- | ------------------------------------- | ------------------------------------- | ------------------------------------- | ------------------------------------- |
| Cao kỉ lục °C (°F)                       | 14.8 (58.6)                           | 16.6 (61.9)                           | 19.9 (67.8)                           | 25.0 (77.0)                           | 28.2 (82.8)                           | 29.9 (85.8)                           | 33.1 (91.6)                           | 34.5 (94.1)                           | 31.6 (88.9)                           | 27.7 (81.9)                           | 22.6 (72.7)                           | 19.6 (67.3)                           | 34.5 (94.1)                           |
| Trung bình ngày tối đa °C (°F)           | 5.9 (42.6)                            | 6.4 (43.5)                            | 9.2 (48.6)                            | 13.6 (56.5)                           | 17.4 (63.3)                           | 20.5 (68.9)                           | 23.9 (75.0)                           | 26.0 (78.8)                           | 23.7 (74.7)                           | 19.2 (66.6)                           | 14.0 (57.2)                           | 8.7 (47.7)                            | 15.7 (60.3)                           |
| Trung bình ngày °C (°F)                  | 2.9 (37.2)                            | 3.0 (37.4)                            | 5.3 (41.5)                            | 9.3 (48.7)                            | 13.3 (55.9)                           | 16.8 (62.2)                           | 20.5 (68.9)                           | 22.5 (72.5)                           | 20.5 (68.9)                           | 16.1 (61.0)                           | 10.9 (51.6)                           | 5.7 (42.3)                            | 12.2 (54.0)                           |
| Tối thiểu trung bình ngày °C (°F)        | 0.4 (32.7)                            | 0.2 (32.4)                            | 2.3 (36.1)                            | 6.1 (43.0)                            | 10.3 (50.5)                           | 14.1 (57.4)                           | 18.1 (64.6)                           | 20.3 (68.5)                           | 18.4 (65.1)                           | 13.7 (56.7)                           | 8.1 (46.6)                            | 3.0 (37.4)                            | 9.6 (49.2)                            |
| Thấp kỉ lục °C (°F)                      | −6.6 (20.1)                           | −7.5 (18.5)                           | −3.9 (25.0)                           | −1.1 (30.0)                           | 2.5 (36.5)                            | 7.4 (45.3)                            | 10.9 (51.6)                           | 15.1 (59.2)                           | 10.8 (51.4)                           | 4.7 (40.5)                            | −1.2 (29.8)                           | −6.1 (21.0)                           | −7.5 (18.5)                           |
| Lượng Giáng thủy trung bình mm (inches)  | 46.8 (1.84)                           | 39.1 (1.54)                           | 88.0 (3.46)                           | 98.5 (3.88)                           | 111.4 (4.39)                          | 122.3 (4.81)                          | 153.1 (6.03)                          | 124.7 (4.91)                          | 163.9 (6.45)                          | 145.4 (5.72)                          | 72.5 (2.85)                           | 54.4 (2.14)                           | 1.206,3 (47.49)                       |
| Số ngày giáng thủy trung bình (≥ 1.0 mm) | 5.4                                   | 6.0                                   | 8.5                                   | 9.3                                   | 9.9                                   | 10.7                                  | 12.4                                  | 10.1                                  | 11.1                                  | 9.2                                   | 6.3                                   | 5.9                                   | 104.8                                 |
| Số giờ nắng trung bình tháng             | 180.3                                 | 178.9                                 | 193.7                                 | 198.1                                 | 195.5                                 | 161.4                                 | 146.3                                 | 171.9                                 | 147.7                                 | 160.2                                 | 163.0                                 | 162.2                                 | 2.058,6                               |
| Nguồn: Cục Khí tượng Nhật Bản            |                                       |                                       |                                       |                                       |                                       |                                       |                                       |                                       |                                       |                                       |                                       |                                       |                                       |

## Nhân khẩu

### Dân số
Theo dữ liệu điều tra dân số tại Nhật Bản, dân số thị trấn Onagawa đạt đỉnh vào năm 1960. Kể từ năm 1970, dân số đang có xu hướng giảm dần.